# Gare Blainville
Cet article concerne la gare. Pour la ville de Blainville, voir Blainville (Québec). Pour les autres significations, voir Blainville.
La gare Blainville est une gare ferroviaire située sur la ligne Saint-Jérôme du réseau de train de banlieue de Montréal. Située à Blainville, sur la Rive-Nord de Montréal, et nommée en l'honneur de l'explorateur Céloron de Blainville, elle est exploitée par Exo.

## Correspondances

### Autobus

#### Exo Laurentides[2]
| Circuit | Destinations                      | Tracé | Horaires |
| ------- | --------------------------------- | ----- | -------- |
| 70      | Blainville - secteur est et ouest | Tracé | Horaires |
| 71      | Blainville - secteur est          | Tracé | Horaires |
| 72      | Blainville - secteur ouest        | Tracé | Horaires |